# Agave gypsophila
Agave gypsophila är en sparrisväxtart som beskrevs av Howard Scott Gentry. Agave gypsophila ingår i släktet Agave och familjen sparrisväxter. Inga underarter finns listade i Catalogue of Life.

## Bildgalleri

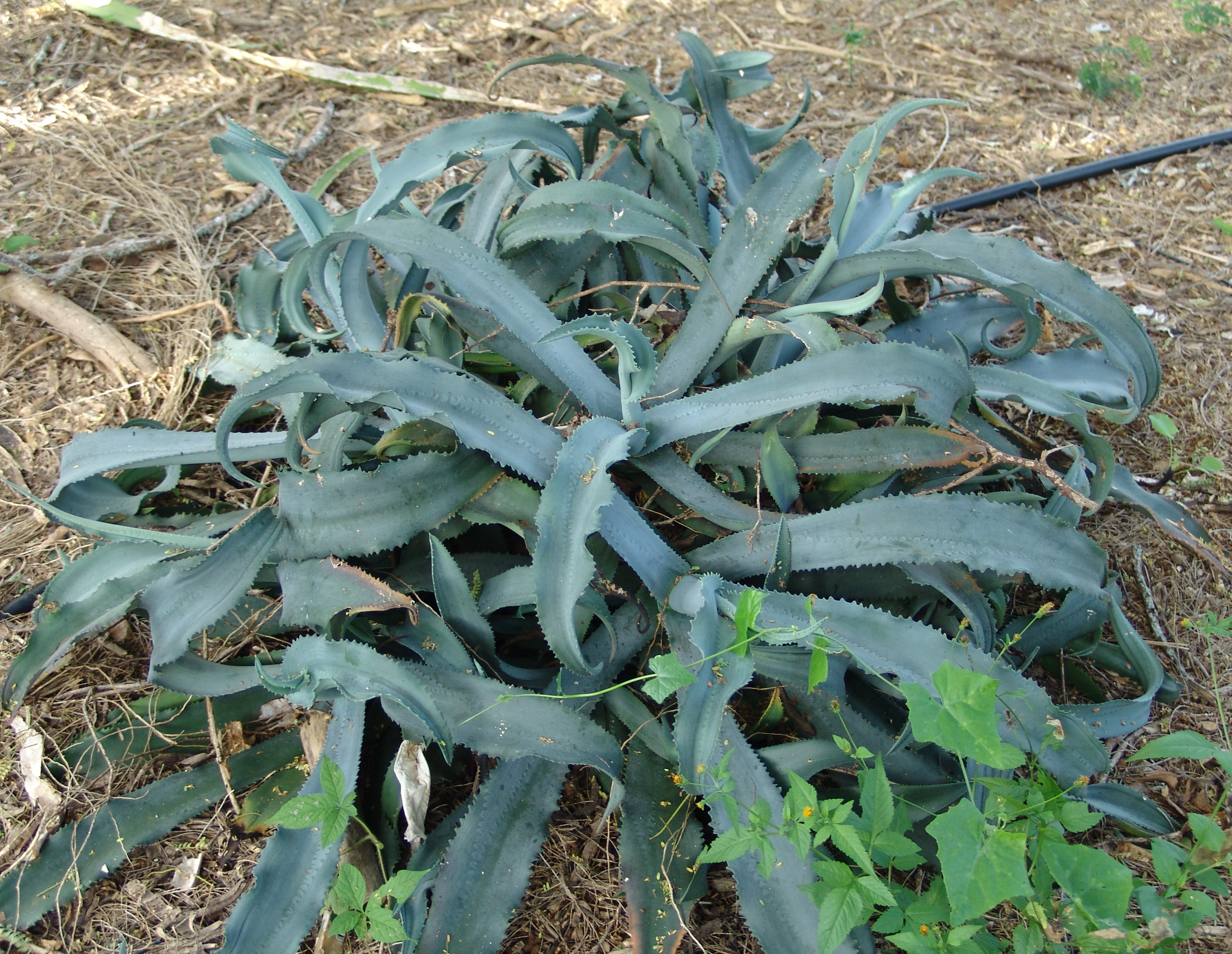